# Olympische Sommerspiele 1992/Teilnehmer (Albanien)
| Gelbes Symbol für Goldmedaillen mit stilisierten Olympischen Ringen | Graues Symbol für Silbermedaillen mit stilisierten Olympischen Ringen | Braundes Symbol für Bronzemedaillen mit stilisierten Olympischen Ringen |
| ------------------------------------------------------------------- | --------------------------------------------------------------------- | ----------------------------------------------------------------------- |
| —                                                                   | —                                                                     | —                                                                       |

Albanien nahm an den Olympischen Sommerspielen 1992 in Barcelona, Spanien, mit einer Delegation von sieben Sportlern (fünf Männer und zwei Frauen) teil.
Es war die zweite Teilnahme des Landes, das bis zum Vorjahr kommunistisch regiert worden war, an Olympischen Spielen. Im post-kommunistischen Albanien war Training und die Finanzierung von Sport sehr schwierig. Der Schwimmer Frank Leskaj, US-Amerikaner mit albanischen Vorfahren, vertrat als Erster in seiner Disziplin Albanien, obwohl er bis zum Monat des Anlasses noch nie im Land seiner Vorfahren gewesen war. Er wurde in allen drei Rennen, an denen er Teilnahm, Letzter.

## Teilnehmer nach Sportarten

### Gewichtheben
- Fatmir Bushi
Leichtgewicht: 11. Platz

- Sokol Bishanaku
Leichtgewicht: 13. Platz

- Dedë Dekaj
II. Schwergewicht: 9. Platz

### Leichtathletik
- Alma Qeramixhi
Frauen, Fünfkampf: DNF

### Schießen
- Kristo Robo
Schnellfeuerpistole: 30. Platz

- Enkelejda Shehu
Frauen, Sportpistole: 14. Platz

### Schwimmen
- Frank Leskaj
50 Meter Freistil: 50. Platz
100 Meter Freistil: 62. Platz
100 Meter Brust: 56. Platz